# Breisacher Straße 4 (München)

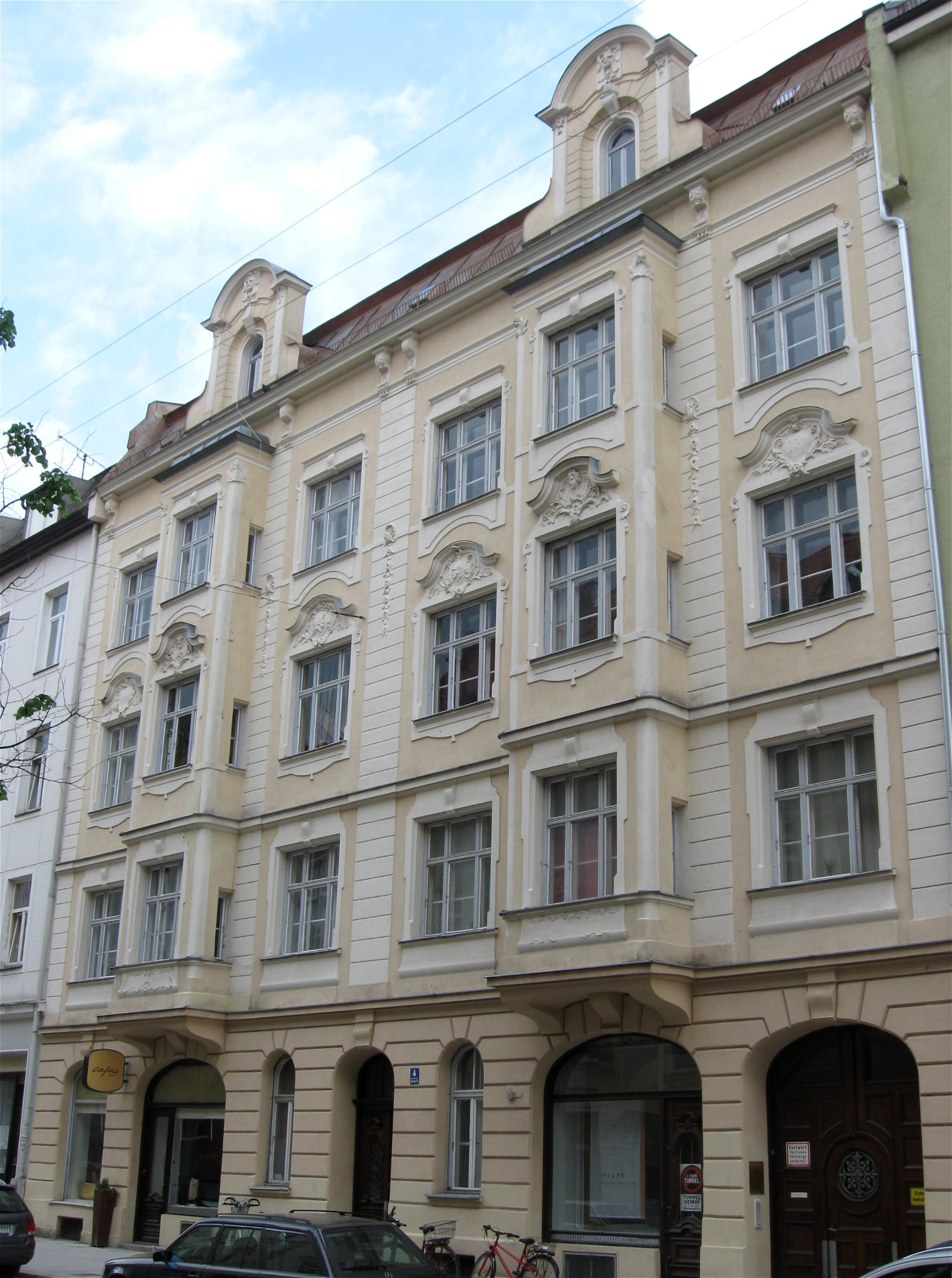
Haus Breisacher Straße 4 in München-Haidhausen

Das Haus Breisacher Straße 4 ist ein denkmalgeschütztes Mietshaus im Münchner Stadtteil Haidhausen.
Das neubarocke Haus mit zwei Erkern ist reich gegliedert und stuckiert. Es wurde um 1890/1900 errichtet.